# 沮渠宜得
沮渠宜得（?—?），又名沮渠仪德，临松（今甘肃省张掖南）卢水胡人。十六國北凉將領。沮渠蒙逊子。
沮渠牧犍命沮渠无讳为沙州刺史、都督建康以西诸军事，兼任酒泉太守；沮渠宜得为秦州刺史、都督丹岭以西诸军事，兼任张掖太守；沮渠安周为乐都太守；堂弟沮渠唐儿为敦煌太守。439年，姑臧被攻陷，北魏太武帝拓跋焘派镇南将军、代郡人奚眷袭击张掖；镇北将军封沓进攻乐都。沮渠宜得烧毁仓库，西逃酒泉；沮渠安周南逃吐谷浑。奚眷进攻酒泉，酒泉太守沮渠无讳与沮渠宜得集残部奔晋昌，又投奔敦煌沮渠唐儿。441年四月，敦煌太守沮渠唐儿背叛沮渠无讳，沮渠无讳留堂弟沮渠天周镇守酒泉；自己和沮渠宜得率军追击沮渠唐儿，沮渠唐儿战败身死。